# Alvaradoa amorphoides
Alvaradoa amorphoides är en tvåhjärtbladig växtart som beskrevs av Frederik Michael Liebmann. Alvaradoa amorphoides ingår i släktet Alvaradoa och familjen Picramniaceae.

## Underarter
Arten delas in i följande underarter:
- A. a. amorphoides
- A. a. psilophylla

## Bildgalleri

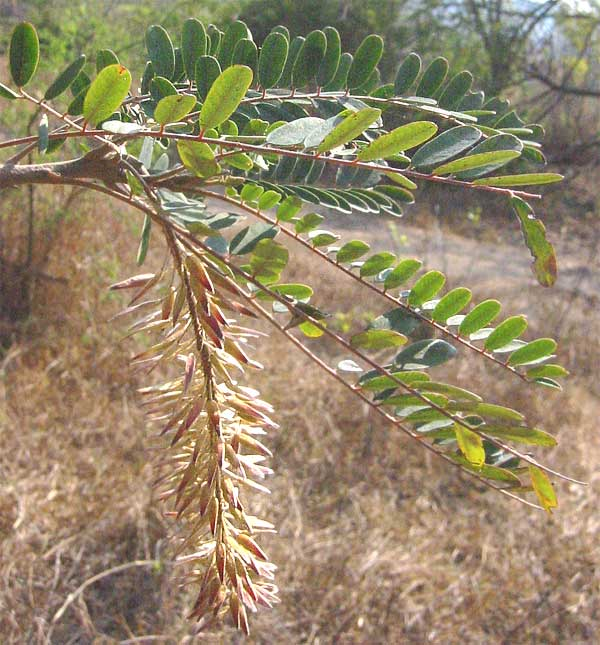